# Макроскопический масштаб
Макроскопи́ческий масшта́б представляет собой масштаб длины, на котором объекты или процессы имеют размеры, поддающиеся измерению и наблюдению невооружённым глазом.
Применительно к явлениям и абстрактным объектам макроскопический масштаб описывает существование в мире, как мы его воспринимаем, часто в отличие от опыта (микроскопия) и теории (физика микромира, статистическая физика), где рассматриваются геометрические объекты длиной менее одного миллиметра. Макроскопическое зрение при виде мяча говорит нам, что это просто мяч. Микроскопическое зрение может открыть толстый слой кожи круглой формы, состоящий из складок, трещин и щелей (если смотреть через микроскоп), и далее вниз по масштабности, можно рассмотреть совокупность молекул примерно сферической формы. Всё, что касается физических объектов и физических параметров, имеющих геометрическую протяжённость более одного миллиметра, называется макроскопией. Например, классическая механика, описывающая движение упомянутого выше мяча, может считаться главным образом макроскопической теорией. На гораздо меньших масштабах атомов и молекул классическая механика уже недействительна, и движение частиц в рамках квантовой микросистемы описывается квантовой механикой. В качестве другого примера можно привести конденсат Бозе-Эйнштейна вблизи абсолютного минимума температуры, который демонстрирует элементарные квантовые эффекты на макроскопическом уровне. Термин «макроскопический масштаб» может также означать «увеличенный вид», то есть вид, доступный для рассмотрения только с большой перспективой. Макроскопическую позицию можно рассматривать как «большую картину». Противоположностью макроскопическому масштабу является микроскопический масштаб: это объекты меньше тех, которые можно легко увидеть невооружённым глазом и которые требуют линзы или микроскопа, чтобы отчётливо их увидеть.

## Макроскопический масштаб в термодинамике
Условно к макроскопическим системам в термодинамике относят объекты с размерами от 10—7 м (100 нм) до 1012 м. Условность нижней границы связана, помимо прочего, с тем, что для термодинамики важен не размер объекта, а число образующих его частиц. Куб идеального газа с ребром 100 нм при нормальных условиях содержит около 27 000 частиц (см. Постоянная Лошмидта). Обычными объектами изучения термодинамическими методами служат системы с числом частиц (структурных единиц) 1015—1055 (число Авогадро приближённо равно 6·1023, планета Земля состоит из примерно 1050 атомов). Исключение составляет только абсолютно твёрдое тело, вне зависимости от его размеров не относящееся к сплошным средам и служащее объектом изучения механики, но не термодинамики.
Верхняя граница применимости законов термодинамики лежит в области макросистем космических масштабов, для которых ещё не существенна обусловленная гравитацией неаддитивность внутренней энергии. В существующем виде законы термодинамики, включая её второе начало, нельзя применять к большим участкам Вселенной (Метагалактике) и тем более ко Вселенной в целом. Область применимости законов термодинамики к космическим объектам ограничена требованием выполнения условия
| {\displaystyle E\gg \left\|U_{g}\right\|,} |

где E — полная энергия системы; Ug — её гравитационная энергия (для оценки которой можно использовать ньютоновское приближение теории гравитации).